# Basilique Sainte-Anne de Scranton
Pour les articles homonymes, voir basilique Sainte-Anne.
La basilique Sainte-Anne est une église située à Scranton dans l’État de Pennsylvanie aux États-Unis, que l’Église catholique rattache au diocèse de Scranton. Jean-Paul II signe le décret qui la fait basilique mineure le 29 août 1996, et cela devient effectif le 27 octobre 1997 ; la Conférence des évêques catholiques des États-Unis l’a désigné sanctuaire national.[source insuffisante] Il est administré par les Passionistes, et dédié à sainte Anne.

## Historique
Les Passionistes s’installent à Scranton au début du XXe siècle, et obtiennent de l’évêque Michael John Hoban (en) la construction d’un monastère. La première messe y est célébrée le 25 mars 1904.
L’effondrement d’une galerie dans une mine de charbon abîme les bâtiments le 15 août 1911 ; le 28 juillet 1913 cependant, une autre secousse bloque les tunnels, stabilisant efficacement le bâtiment.
Des pèlerinages sont organisés à partir de 1924. La construction d’une église est donc décidée en 1927 ; elle est consacrée le 2 avril 1929. Les festivités sont diffusées à la radio dès les années 1940.
Jean-Paul II signe le décret qui la fait basilique mineure le 29 août 1996, et cela devient effectif le 27 octobre 1997.